# Aedes yamadai
Aedes yamadai är en tvåvingeart som beskrevs av Sasa, Kano och Takahasi 1950. Aedes yamadai ingår i släktet Aedes och familjen stickmyggor. Inga underarter finns listade i Catalogue of Life.